# Turkowice (województwo wielkopolskie)
Turkowice – wieś w Polsce położona w województwie wielkopolskim, w powiecie tureckim, w gminie Turek. Przez wieś przebiega droga krajowa nr 83.
Wieś arcybiskupstwa gnieźnieńskiego w powiecie sieradzkim województwa sieradzkiego w końcu XVI wieku. W latach 1975–1998 miejscowość położona była w województwie konińskim.